# Nationale Polytechnische Universität Lwiw

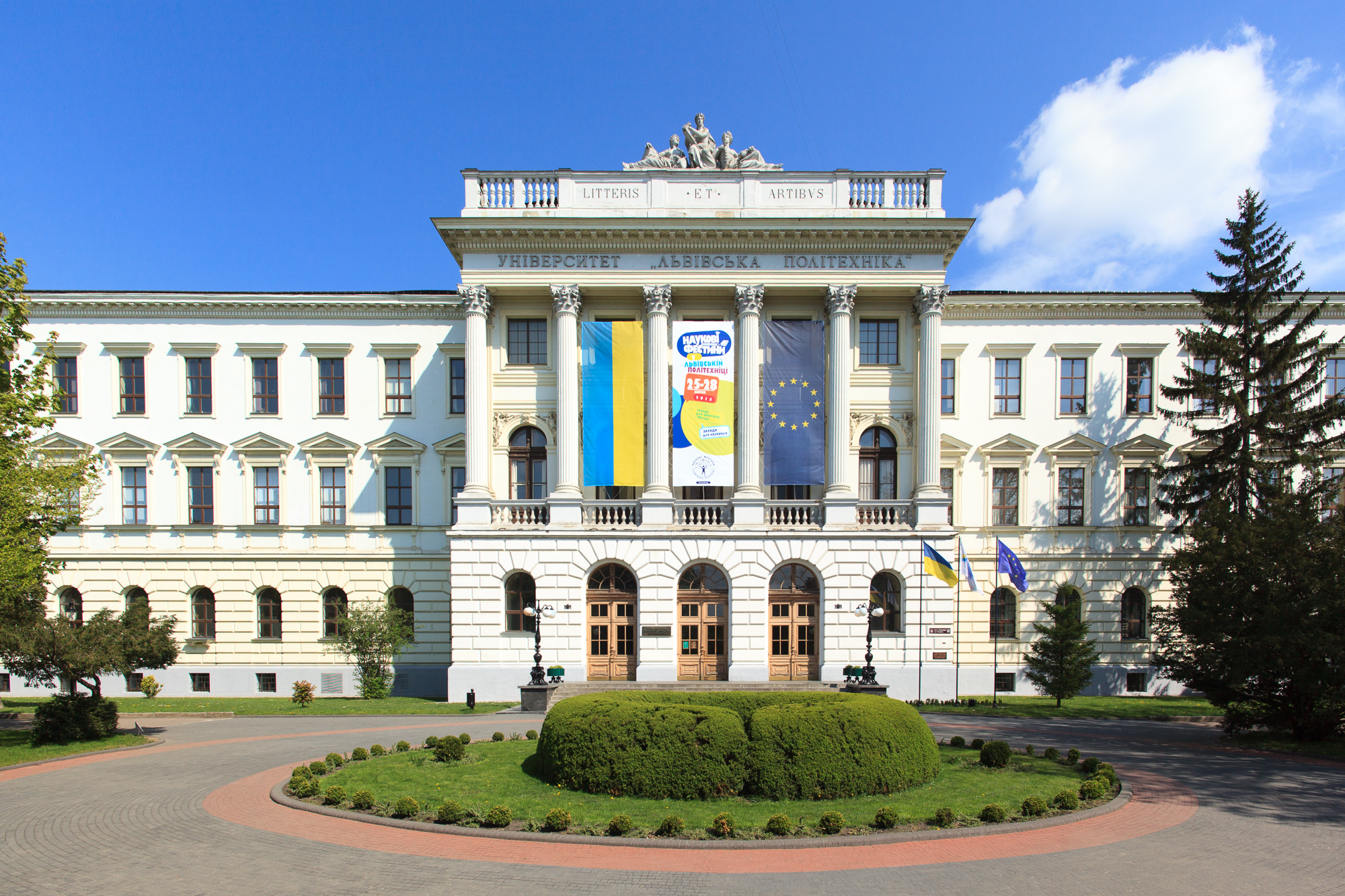
Hauptgebäude der Lwiwer Polytechnischen Universität

Die Nationale Polytechnische Universität Lwiw ist eine der ältesten und bedeutendsten Technischen Hochschulen in der Ukraine.
Die Universität besteht aus 18 Instituten, an denen insgesamt 34.000 Studenten studieren und 3.849 Dozenten tätig sind (Stand: 2020). Von diesen führen 394 den Professoren- oder Doktorgrad.

## Geschichte
Die Hochschule geht zurück auf eine im Jahre 1817 gegründete Schule im österreichisch regierten Lemberg, die 1844 zur Technischen Akademie erhoben wurde. Im habsburgischen Königreich Galizien und Lodomerien (1900–1918) verfügte der Rektor der Hochschule über eine Virilstimme im galizischen Landtag. Nach 1918 fiel Lwiw (polnisch Lwów) wie schon vom 14. bis zum 18. Jahrhundert an Polen, danach 1939 und wiederum 1944/45 an die Sowjetunion, wobei die polnischen Professoren an die Technische Hochschule Breslau wechseln mussten.

## Partneruniversitäten in Deutschland
Im Jahr 2014 begann die Universität Würzburg eine umfangreiche Partnerschaft mit der Nationalen Polytechnischen Universität Lwiw. Die Partnerschaft beinhaltet einen Zertifikationsstudiengang, mit dessen Hilfe es für Lemberger Nachwuchswissenschaftler einfacher sein soll, in Deutschland einen Promotions- oder Praktikumsplatz zu finden.

## Bekannte Studenten
- Stefan Banach (1892–1945), polnischer Mathematiker
- Stepan Bandera (1909–1959), nationalistischer Politiker und Partisan
- Jaroslawa Bandera (1917–1977), politische Aktivistin
- Wassyl Bandera (1915–1942), Aktivist und Nationalistenführer
- Stefan Bryła (1886–1943), polnischer Konstrukteur, Ingenieur, Publizist und Sejmabgeordneter
- Józef Beck (1894–1944), polnischer Politiker, Diplomat, Oberst der polnischen Armee und polnischer Außenminister
- Konrad Guderski (1900–1939), polnischer Ingenieur und Verteidiger der Polnischen Post in Danzig
- Tadeusz Kossakowski (1888–1965), polnischer Ingenieur, Mitglied der Eliteeinheit Cichociemni und General der polnischen Streitkräfte
- Jaroslaw Jazkiw (* 1940), Astronom und Geodynamiker
- Jurij Luzenko (* 1964), Politiker
- Kateryna Saryzka (1914–1986), politische Aktivistin
- Denys Schmyhal (* 1975), Politiker
- Roman Schuchewytsch (1907–1950), Politiker und Offizier der Ukrainischen Aufstandsarmee (UPA)